# Cybister nigripes
Cybister nigripes är en skalbaggsart som beskrevs av Wehncke 1876. Cybister nigripes ingår i släktet Cybister och familjen dykare. Inga underarter finns listade i Catalogue of Life.